# Affected Zone Tactics
Affected Zone Tactics — компьютерная игра, клиентская массовая многопользовательская онлайн-игра в жанре пошаговой стратегии с элементами тактики. Affected Zone Tactics разработана российской студией APPSINDEP. Разработчиками игра позиционируется как массовая многопользовательская онлайн-игра в пошаговом режиме с элементами стратегии. Концепция игры базируется на командных сражениях в режиме PvP
Affected Zone Tactics использует бизнес-модель Free-to-play
Действия Affected Zone Tactics разворачиваются в параллельном мире, где ведется добыча редкого минерала, который может предотвратить возникший энергетический кризис, охвативший к 2025 году всю планету. Добыча ценных ресурсов происходит в условиях жесткой борьбы между Корпорациями, которая не стихает ни на минуту и лишь разгорается с новой силой.
Игра предлагает классические полноценные PvP-сражения, 12 специализаций персонажей, десятки видов брони и более сотни видов оружия.

## Геймплей
На данный момент в игре доступен лишь один режим PvP, но разработчики обещают не останавливаться на этом и ввести в игру и PvE режим, а в роли мобов будут выступать Мутанты и гигантские Жуки.
В «Affected Zone Tactics» игроки сразу же включаются в сражения, без предварительных игр в одиночном режиме. Первоначально каждому игроку доступен лишь 1 Основной персонаж, но участвуя в боях, он начнет получать кредиты, опыт, а также командирский опыт, что позволит ему нанимать новых бойцов и увеличивать число мест в своем отряде.
Кроме этого очки заработанного опыта можно обменивать на изучение новых видов брони, оружия и улучшения к ним, что позволит сражаться с более сильными противниками и выигрывать.
Апгрейд оружия происходит в казарме, в промежутках между боями.
Кредиты расходуются на ремонт поврежденной брони и оружия, приобретение боеприпасов, медикаментов и стимуляторов. Кредиты так же необходимы и для приобретения новых мудулей для улучшения имеющегося оружия и приобретения нового.
Игровой процесс в «Affected Zone Tactics» основывается на битве двух случайно подобранных команд по 8 игроков. В начале боя две команды Альфа и Браво появляются в противоположных сторонах карты возле своих домашних флагов. Между ними располагается три нейтральных флага, которые командам необходимо как можно скорее захватить, чтобы обеспечить себе преимущество по очкам. Игроки обеих команд ходят поочередно — сначала первый игрок команды Альфа, затем первый игрок команды Браво, после чего ходит второй игрок Альфа и так далее. Каждый персонаж на поле боя имеет 2 очка действия, которые используются для передвижения и использования способностей. Победа достигается уничтожением всех бойцов противника или набором максимального количества очков победы раньше соперника. В случае если команды одновременно набирают максимум очков победы, объявляется ничья.
Имеется рейтинговая система, которая отображает статистику побед и поражений и фиксирует достижения отдельного игрока.

## Классы
В Affected Zone Tactics представлено 4 класса наемников, каждый из которых имеет по 3 подкласса. Классы отличаются особыми видами экипировки, способностями и тактикой ведения боя, а подкласс определяет специализацию бойца на каком-либо виде вооружения.
Штурмовики — представляют собой универсальный класс и одинаково эффективно применимы в большинстве операций на поле боя. Они с успехом могут атаковать боевые позиции врага, прорываясь к ключевым точкам, или оборонять укрепления своей команды. По всем пунктам обладают средними характеристиками, что лишь идет на пользу этому универсальному классу. В бою штурмовая пехота использует наиболее распространенное автоматическое вооружение, ручные гранатометы и гранаты.
Тяжелые пехотинцы - всецело оправдывают своё название, используя достаточно мощное вооружение и очень хорошую броню. Они являются ключевой силой, ведущей за собой остальные классы и способной прорвать практически любую оборону, нанося тотальные повреждения всем встречающимся на пути неприятелям. Тяжелая пехота — самый медлительный класс в игре, обладающий низким обзором и незаметностью, однако огневая мощь и защита с лихвой компенсируют эти недостатки.
Коммандос — лучшие разведчики и снайперы, которых только можно отыскать в мире Affected Zone Tactics. Отличаются великолепным обзором и высоким уровнем незаметности, благодаря чему могут эффективно вести любые разведывательные операции и незаметно пробираться к контрольным зонам и вражеским позициям. Носят не слишком защищенную броню, но зато активно используют мощные снайперские винтовки и разнообразные гранаты.
Огневая поддержка — без которой практически любая даже хорошо спланированная атака обречена на провал. При активном содействии разведки бойцы огневой поддержки способны кардинально изменять ход сражения, накрывая огнём вражеские силы с огромной дистанции. Броня у миномётчиков и ракетчиков довольно слаба, поэтому они остро нуждаются в защите со стороны других классов и постоянной смене позиций. Мобильность и осторожность — залог успеха для огневой поддержки.

## Оружие
В Affected Zone Tactics представлен широчайший ассортимент аутентичного вооружения — от противопехотных мин и штурмовых винтовок до крупнокалиберных пулемётов и ракетных комплексов.
Базовые характеристики оружия могут изменяться, тем самым делая его более мощным или наоборот непригодным к использованию. За счет износа во время боя оружие может прийти в негодность, результате чего его характеристики будут заметно снижены, и без ремонта дальнейшее использование оружия будет невозможно.
Оружие можно модифицировать, устанавливая на него дополнительные модули, которые улучшают его базовые характеристики и добавляют новые способности. Кроме изменения характеристик, установленные модули также влияют на внешний вид оружия.
Развивая персонажей, будет открываться доступ к более совершенному и мощному снаряжению и дополнительным узлам для него.

## Карты
Боевые карты в Affected Zone Tactics представляют собой прямоугольные участки местности, расположенные в разных уголках игрового мира. На местности располагается множество сооружений и укрытий, которые предлагают несколько вариантов тактических действий.
На каждой карте симметрично размещено 5 флагов: два домашних флага команд по разные стороны карты, 2 промежуточных флага и один центральный. Захват этих флагов является одним из ключевых путей к достижению победы в бою.
Разработчики также планируют ввод карт разного размера, и сеттинга для различных режимов боя. Кроме этого в будущем на карта обещают разместить разрушаемые объекты.

## Премиум-элементы игры
Игровая валюта в «Affected Zone Tactics» делится на «кредиты» и «золото». «Кредиты» начисляются за проведённые игроком бои, причём вознаграждаются как победа команды в целом, так и индивидуальные достижения игроков; «золото» может быть приобретено за реальные деньги.] Некоторые возможности игры становятся доступными только при условии оплаты «золотом»:
- покупка премиум-аккаунта с увеличенным в полтора раза получением игровых денег и опыта;
- покупка премиум брони;
- покупка премиум оружия;
- покупка дополнительного места в казарме;
- перевод очков опыта конкретного наемника в очки «общего» опыта, которые могут быть использованы для развития любого солдата;

Приобретение премиум-аккаунта обеспечивает 50 % прирост заработанных кредитов и опыта за каждый бой, что позволяет быстрее развить амуницию персонажа, сэкономив время, тратящееся на прокачку. Кроме этого по завершении боя ремонт брони обойдётся на 50 % дешевле.
За «золото» можно приобрести премиум оружие и броню, приносящую бо́льшее количество «кредитов» за бой и, как правило, более дешёвую в ремонте, чем аналогичная за кредиты. Премиум оружие и броня не дает никаких дополнительных преимуществ в бою.

## Системные требования
Операционная система: Windows XP, Vista, 7. 32-64 bit

Процессор: с тактовой частотой от 1,4 ГГц

Оперативная память: 512 Мб

Видеокарта: с аппаратным 3D ускорителем с 128 Mб видеопамяти

Звуковая карта, совместимая с DirectX 9.0; DirectX 9.0c

Интернет соединение: 1 Мбит/c

Клавиатура и мышь
Примечание:

Для корректной работы в Windows Vista/7 может потребоваться установить совместимость с Windows XP.